# Moissey
Moissey é uma comuna francesa na região administrativa de Borgonha-Franco-Condado, no departamento de Jura. Estende-se por uma área de 10,63 km². Em 2010 a comuna tinha 576 habitantes (densidade: 54,2 hab./km²).